# Condado de Desha
O Condado de Desha é um dos 75 condados do estado americano do Arkansas. Sua sede de condado é Arkansas City. Sua população é de 15 341 habitantes.